# Yeşilbarak, Kaş
Yeşilbarak là một xã thuộc huyện Kaş, tỉnh Antalya, Thổ Nhĩ Kỳ. Dân số thời điểm năm 2011 là 410 người.